# ستريتس أوف ريج
ستريتس أوف ريج (بالإنجليزية: Streets of Rage‎؛ باليابانية: ベア・ナックル‎، ‏باناكّورو) وَأيضًا (ベア・ナックル 怒りの鉄拳 باناكّورو هيكاري نو تيكّن)، هي لعبة فيديو من نوع ألعاب بيتم أب، أنتجتها شركة سيجا سنة 1991 لجهازها ميغا درايف، وَهو أول إصدار لهذه السلسلة الشهيرة والذي اتبعته بإصداري ستريتس أوف ريج 2 وَستريتس أوف ريج 3 اثر نجاح اللعبة الكبير آنذاك وأصدرت أيضا نسخا للعبة لكل من أجهزتها التالية غيم غير وميغا سي دي وماستر سيستم، ثم أصدرت نسخة منها لجهاز الوي بعد ذلك بفترة أي سنة 2007 وأطلقت أيضا نسخة من اللعبة سنة 2009 متوافرة لاجهزة ايبل عبر متجرها الألكتروني للتطبيقات.

## وصلات خارجية
- ستريتس أوف ريج على موبي غيمز
- Streets of Rage Online